# 馬阿奎鳥屬
馬阿奎鳥屬（在沿海薩利希語中意為「水鳥」）是已滅絕的大型潛水鳥，可能重達1.5公斤，屬於维加鸟科，生存於晚白堊世坎帕期。化石發現於加拿大不列颠哥伦比亚省西南隅的霍恩比島。